# Grottes d'Hercule (Tolède)
Ne doit pas être confondu avec Grottes d'Hercule (Tanger).
Les grottes d'Hercule de Tolède (en espagnol : cuevas de Hércules) sont un espace souterrain remontant à l'époque romaine, situé dans la ville espagnole de Tolède, capitale de la province de Tolède en communauté autonome de Castille-La Manche.

## Localisation
L'entrée des grottes se trouve dans le centre historique de la ville de Tolède (communauté autonome de Castille-La Manche, Province de Tolède), aux numéros 2 et 3 de l'impasse de San Ginés (callejón de San Ginés), sous un immeuble où se trouvait jusqu'en 1841 l'église San Ginés. 

## Histoire
À l'époque romaine, le site est utilisé comme réserve pour l'approvisionnement en eau. Il fait l'objet de deux phases de construction successives. Il est couvert d'une voûte en berceau en pierre de taille. La strate la plus ancienne remonte au Haut-Empire romain, sans doute à la seconde moitié du Ier siècle. Le bâtiment formait alors un grand réservoir à ciel ouvert, muni d'un déversoir sur le côté. Il n'en reste que la première moitié du mur, qui donne sur le callejón de San Ginés, et qui a été construit en opus caementicium couvert d’un revêtement en opus signinum. 
La structure est ensuite profondément modifiée avec la construction d'une arcade comprenant trois arches en pierre, située sur le côté sud-ouest : elle divise la nef d'origine en deux et la sépare de l'autre moitié du réservoir, qui se trouve au n° 2 de la rue de San Ginés. On ignore si cette arche date de la première ou de la seconde phase de construction.
Au cours de la seconde phase de construction, pendant l'époque romaine, est réalisée la seconde moitié du mur nord-est, qui donne sur la rue. Un parement en opus quadratum est construit, avec sept rangées de pierres de tailles variées : il s'adosse au mur latéral nord-est de la structure hydraulique de la première phase, et il court du nord-est au sud-ouest en augmentant progressivement en taille. Il crée ainsi une nouvelle ligne d'orientation pour le mur, ligne qui détermine le plan trapézoïdal que prend alors la nef. Des interfaces de rupture s'observent sur tout l'espace le long du mur.

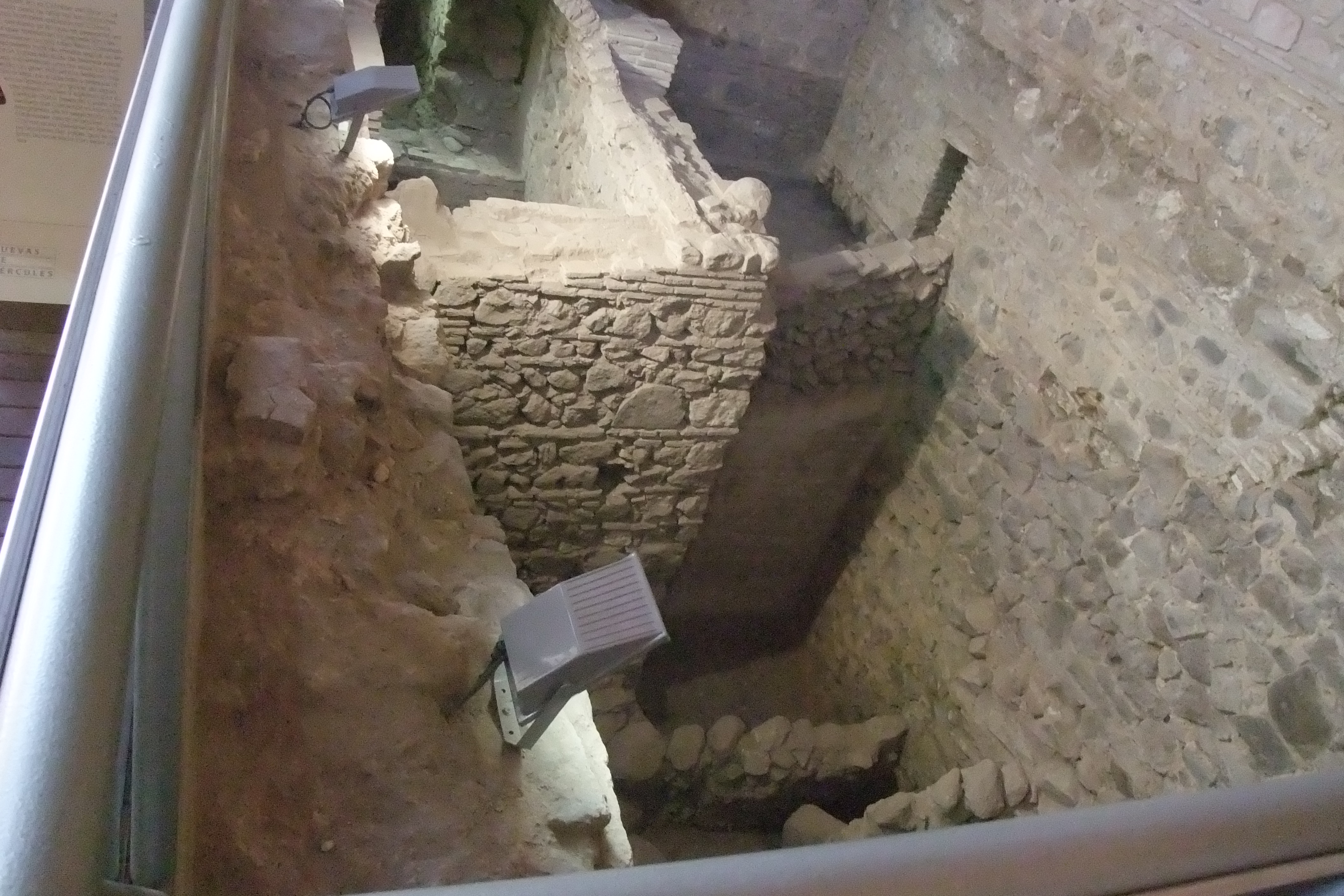
Vue du site des cavernes d'Hercule depuis le rez-de-chaussée.

Plus tard, à l'époque wisigothique, le site est probablement occupé par une église wisigothe.
Pendant la période musulmane, où Tolède fait partie d'Al-Andalus, de nouvelles constructions ont lieu sur le site, mais les archéologues n'ont pas encore pu déterminer s'il s'agit de constructions civiles ou d'une mosquée. Ces murs sont construits en intégrant des restes de reliefs wisigoths.
En 1148, l'endroit est mentionné pour la première fois sous le nom d'église de San Ginés. À la fin de cette époque correspondant à la crise du Moyen Âge espagnol ou au début de l'empire espagnol, l'église subit une série d'interventions architecturales avec notamment la création de cinq chapelles particulières.
L'édifice se détériore ensuite peu à peu pendant une longue période à l'époque moderne. Abandonnée puis fermée au public pendant le XVIIIe siècle, l'église est démolie en 1841. De l'église est resté partiellement le mur de l'entrée (où apparaissent, encastrés, plusieurs reliefs wisigoths) et les vestiges intérieurs de la sacristie. Le terrain est alors mis en vente et divisé entre plusieurs voisins. Cette division affecte aussi les voûtes (bovedas) romaines, sur lesquelles se dressent les logements nouveaux.
Début 2007, les grottes d'Hercule sont protégées en tant que bien d'intérêt culturel, dans la catégorie « monument », par la communauté autonome de Castille-La Manche. Le site est fouillé et réaménagé par une équipe archéologique supervisée par le Consorcio Ciudad de Toledo et l'Ayuntamiento de Tolède, et il est ouvert au public en 2010,.

## Légendes concernant la grotte
Une légende médiévale relatée sur les panneaux explicatifs disposés à l'entrée des grottes indique l'origine de leur nom. Selon cette légende, Hercule serait passé par Tolède et aurait bâti un palais où il aurait enfermé un grand trésor. Il aurait fermé la porte du palais à l'aide d'un cadenas dont il aurait donné la clé à dix gardiens postés là par lui. La tradition voulait que chaque roi local ajoute un cadenas sur la porte du palais pendant son règne. 
Chaque roi se plia à cette tradition sans problème pendant des siècles. Mais un jour, Rodéric, le dernier roi wisigoth, monta sur le trône. Il y avait alors vingt-quatre cadenas sur la porte. Mais Rodéric ne voulut pas respecter la tradition et méprisa les avertissements du clergé et des juges de la ville. Il fit ouvrir les vingt-quatre cadenas et entra dans le palais. Il y trouva un coffre finement ouvragé, qu'il ouvrit. Mais à l'intérieur, au lieu d'un trésor, il trouva un feuillet blanc sur lequel se trouvait une peinture et une inscription. La peinture représentait des guerriers étrangement vêtus. L'inscription indiquait : "Quand ce feuillet sera mis au jour et lu, des hommes portant des vêtements semblables conquerront l'Espagne et en deviendront les maîtres." Terrifié, Rodéric s'enfuit et sentit au plus profond de son âme que ce message était véridique et venait de lui annoncer la fin de son règne. Peu de temps après, un aigle portant dans ses serres un tison enflammé passa au-dessus du palais antique et y mit le feu ; le palais fut réduit en cendres.
Il y a plusieurs variantes à cette légende. Selon l'une d'elles, le palais aurait contenu la Table du roi Salomon.
Pedro Salazar de Mendoza, dans sa Chronique du grand cardinal d'Espagne, raconte qu'en 1546 le cardinal Silíceo, agacé par les rumeurs et les superstitions populaires qui couraient au sujet des "grottes d'Hercule", envoya quelques hommes pour les explorer. Il pensait réfuter ainsi les croyances à leur sujet, mais les choses ne se passèrent pas comme prévu. Les hommes en question passèrent plus d'un jour sous terre et cheminèrent plus d'une lieue, puis ils se trouvèrent face à des statues de bronze sur un autel. L'une d'elles tomba à grand bruit, ce qui les effraya beaucoup ; puis ils rencontrèrent une grande étendue d'eau et ne purent aller plus loin. Apeurés, ils remontèrent. Peu après, au grand dam du cardinal, les envoyés en question moururent. Comme les rumeurs circulaient plus que jamais, le cardinal se décida à fermer l'accès aux grottes.

## Protection et visites
Les grottes sont protégées en tant que bien d'intérêt culturel, dans la catégorie « monument », par la communauté autonome de Castille-La Manche depuis mars 2007.
Elles peuvent cependant être visitées[réf. souhaitée].